# Taishō
O Taishō (大正天皇; 31 de agosto de 1879 – 25 de dezembro de 1926) foi o Imperador do Japão, tendo reinado de 1912, quando sucedeu seu pai, o imperador Meiji, até a sua morte. Ao assumir o poder, iniciou-se o Período Taishō. Seu nome pessoal era Yoshihito (嘉仁).
Como todos os outros imperadores japoneses, desde a sua morte foi conhecido por um nome póstumo que, de acordo com uma prática que remonta a 1912, é o nome da era coincidente com o seu reinado. Após a sua morte Yoshihito passou a ser conhecido por Taisho. Em 1921, por problemas de saúde, ele teve de ceder a regência a seu filho mais velho, Hirohito.

## Biografia

### Nascimento
O príncipe Yoshihito  nasceu no Palácio Aoyama, em Tóquio, filho do Imperador Meiji e da Dama de companhia Yanagiwara Naruko. Como era uma prática comum na época, a Imperatriz Shōken, foi oficialmente considerada como sua mãe. Ele recebeu o nome de Yoshihito Shinno pessoais e o título Haru-no-Miya do imperador em 6 de Setembro de 1879.
Os seus irmãos morreram na infância e ele também era doente.

### Infância e Juventude
O Príncipe Yoshihito contraiu meningite três semanas depois do seu nascimento, deixando-o frágil  tanto física como mentalmente. (Existiram também rumores de que foi vítima de envenenamento por chumbo, supostamente a partir da maquilagem usada pela sua ama de leite)
Como era prática nesse tempo, o Príncipe Yoshihito foi educado pelo Príncipe Nakayama Tadayasu, em cuja casa viveu até aos 7 anos de idade. O  Príncipe Nakayama também tinha criado o Imperador Meiji quando criança.
A partir de Março de 1885 o Príncipe Yoshihito mudou-se para o Palácio Aoyama, onde recebia de manhã, lições de Leitura, Escrita, Aritmética e Moral, e à tarde Desporto, mas o progresso era lento devido à fraca saúde do Príncipe e às febres frequentes. A partir de 1886 passou a ser ensinado, conjuntamente com colegas selecionados do ōke e oficiais de alta patente, kazoku numa escola especial, a Gogakumonsho, dentro do Palácio de Aoyama.
Foi oficialmente declarado herdeiro aparente em 31 de Agosto de 1887, e teve uma investidura formal como príncipe herdeiro em 3 de Novembro de 1888. Enquanto príncipe herdeiro, era conhecido como Tōgu (東宮).
Em Setembro de 1887 o Príncipe entrou no Departamento elementar da escola de Gakushuin, mas devido aos seus problemas de saúde, interrompia muitas vezes os seus estudos. Passou a maior parte da sua juventude à beira-mar, nos Chalets imperiais de Hayama e Numazu por razões de saúde.
Apesar de mostrar capacidades em algumas áreas tais como Equitação, ele demonstrou ser bastante limitado em áreas que requeriam elevado nível intelectual. O Príncipe foi retirado de Gakushuin antes de terminar o curso secundário em 1894. No entanto, ele revelou ter alguma aptidão para línguas e continuou a ter lições de Francês, Chinês e História através de professores privados no Palácio de Akasaka; O Imperador Meiji conferiu ao Príncipe Takehito a responsabilidade de cuidar do Príncipe Yoshihito e os dois se tornaram amigos.
A partir de 1898 e por insistência de Itō Hirobumi, o Príncipe começou a assistir às sessões da Câmara dos Pares da Dieta Japonesa como uma maneira de aprender as preocupações econômicas e militares do país. No mesmo ano ele concedeu as primeiras recepções oficiais a diplomatas estrangeiros, a quem cumprimentava e  com quem conversava. O seu interesse pela cultura ocidental e a tendência de incluir palavras francesas nas conversas eram um motivo de irritação para o Imperador Meiji.
Em Outubro de 1898, o Príncipe viajou pelo Japão, visitando Kobe, Hiroshima e Etajima, visitando locais ligados à Marinha Imperial Japonesa. Em 1899 realizou nova visita a Kyūshū, visitando edifícios governamentais, escolas e fábricas como as de Fukuoka e os estaleiros da Mitsubishi em Nagasaki.

### Casamento e descendência

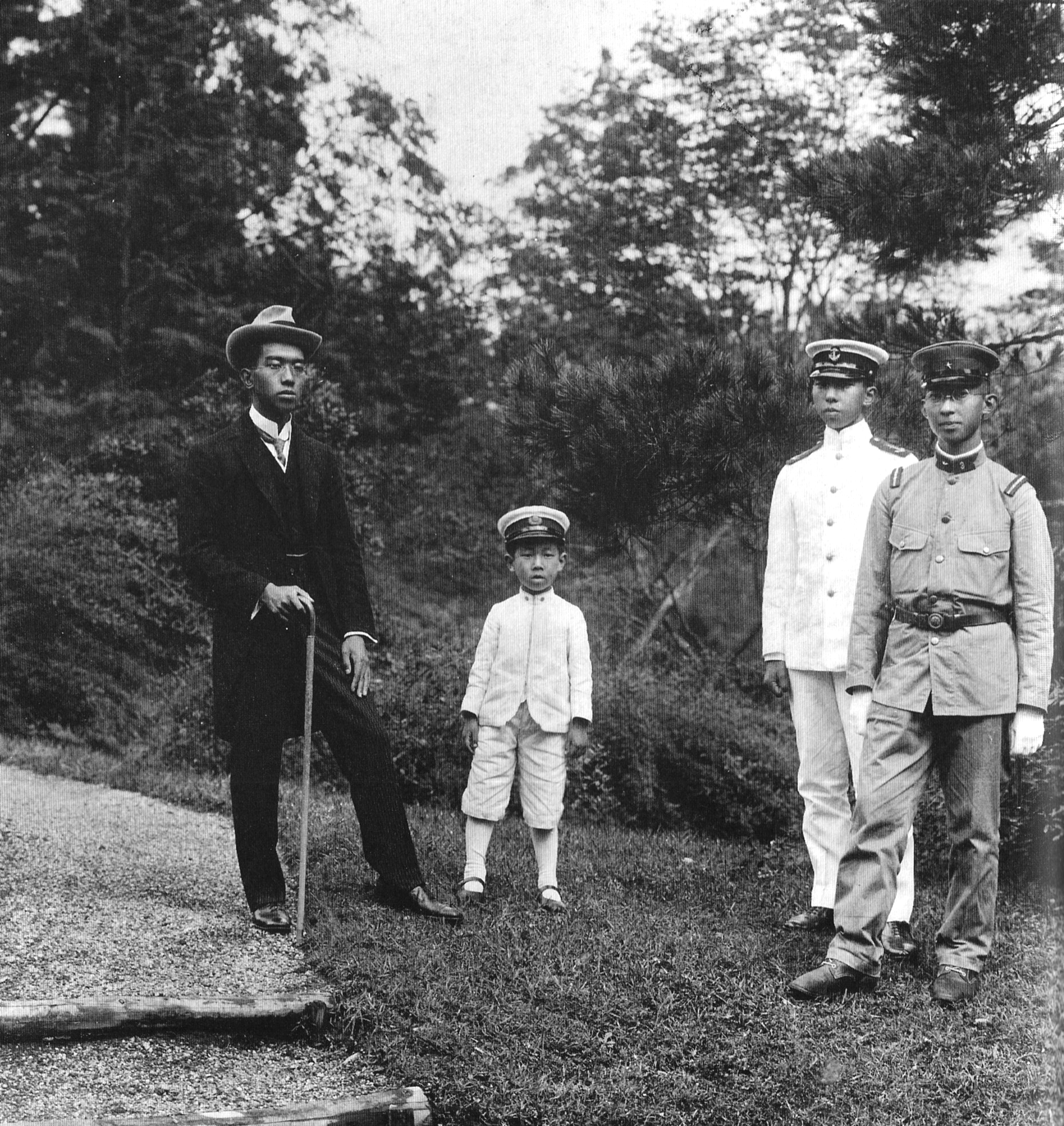
Os 4 filhos do Imperador Taisho em 1921: Hirohito, Takahito, Nobuhito e Yasuhito.

Em 10 de maio de 1900, o Príncipe Yoshihito casou com Kujō Sadako (A futura Imperatriz Teimei), filha do Príncipe Kujō Michitaka, chefe dos cinco principais ramos do Clã Fujiwara.
A Esposa tinha sido cuidadosamente escolhida pelo Imperador Meiji pela sua inteligência, boa disposição e dignidade - para complementar o Príncipe Yoshihito nas áreas em que era deficiente.
O Palácio de Akasaka foi construído entre 1899 e 1909 em estilo Rococó para servir de residência ao Príncipe Imperial. O Príncipe e a Princesa tiveram os seguintes filhos:
1. Hirohito (迪宮裕仁親王, Michi-no-miya Hirohito-shinnō; (29 de Abril de 1901 – 7 de Janeiro de 1989)); O futuro Imperador Shōwa;
2. Príncipe Chichibu (淳宮雍仁親王, Atsu-no-miya Yasuhito-shinnō; (25 de Junho de 1902 – 4 de Janeiro de 1953));
3. Príncipe Takamatsu (光宮宣仁親王, Teru-no-miya Nobuhito-shinnō; (1 de Março de 1905 – 3 de Fevereiro de 1987));
4. Príncipe Mikasa (澄宮崇仁親王, Sumi-no-miya Takahito-shinnō; (2 de Dezembro de 1915 - 27 de Outubro de 2016)).

### Reinado (1912-1926)
No dia 23 de agosto de 1914, o Japão entrou na Primeira Guerra Mundial após declarar guerra à Alemanha. Porém, a sua participação ficou restrita apenas na Ásia. Mesmo assim, o país aumentou o seu prestígio internacional e os seus territórios na Ásia e no Oceano Pacífico pelo seu modesto envolvimento no conflito.
O envolvimento das forças ocidentais na Grande Guerra forneceu ao Japão a oportunidade de se apoderar das colônias germânicas localizadas na China e no Pacífico. Além disso, o Japão pressionou a China a fazer novas concessões territoriais em seu favor. Em 1915, os chineses não só concederam o controle de Shandong (possessão alemã) como também a Manchúria e a Mongólia.

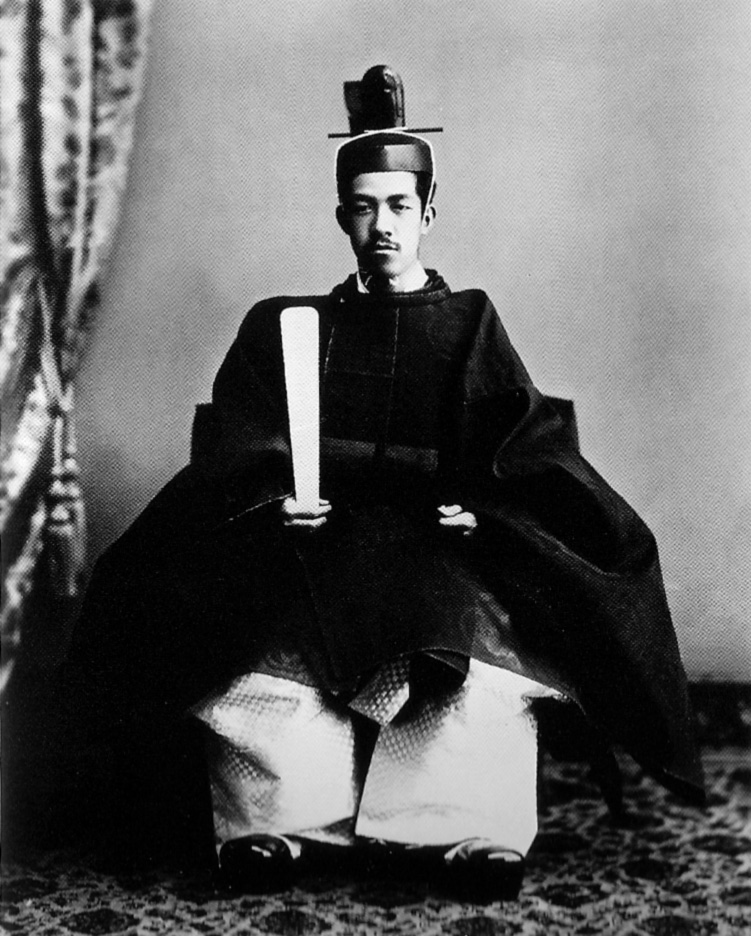
Imperador Taishō em traje cerimonial.

Em 1918, o Japão foi convidado a participar, como um dos "grandes países", na Conferência de Paz de Versalhes, satisfazendo assim a sua velha ambição de se sentar ao lado das grandes potências. Na ocasião, foi-lhe reconhecido o controle sobre Shandong e as ilhas do Pacífico e assegurado um lugar no Conselho da Sociedade das Nações.
No setor econômico, o Japão obteve sucesso durante o período Taishō. Sem a interferência dos europeus, conseguiu monopolizar o mercado asiático pois a Europa encontrava-se debilitada, devido ao desgaste provocado pela Primeira Guerra Mundial. Os industriais japoneses conseguiram investir na indústria naval. Os produtos industrializados, antes fornecidos pela Alemanha, passaram a ser produzidos pelos próprios japoneses, como foi o caso dos produtos químicos, medicamentos, tintas e adubos. Para além disso, os japoneses conquistaram o mercado asiático de fiação e tecelagem, antes pertencente aos ingleses.
Nesse período também foram criados os grandes bancos japoneses, devido principalmente ao crescimento do parque industrial, tais como o Mitsui, Mitsubishi, Sumitomo, Yasuda e Daiichi.
Todavia, o crescimento da economia japonesa foi temporário: durou enquanto a Europa lutava para se recuperar. Os japoneses então conheceram o reverso do sucesso capitalista. Os produtos japoneses perderam espaço no mercado após a Europa começar a se recuperar e também com o desenvolvimento dos EUA. Consequentemente, a recessão tomou conta da vida do povo e a situação se agravou com o terremoto que arrasou Tóquio em 1923. Nesse período, prosperaram as ideias democráticas.
A era de Taishō foi um período breve, mas dinâmico de mudança cultural, em que as mulheres começaram a participar mais da vida social do país e a democracia foi estabelecida, porém não durando muito.
O fim do Período foi marcado com a ascensão das ideias nacionalistas, com o respaldo dos militares.

### Morte

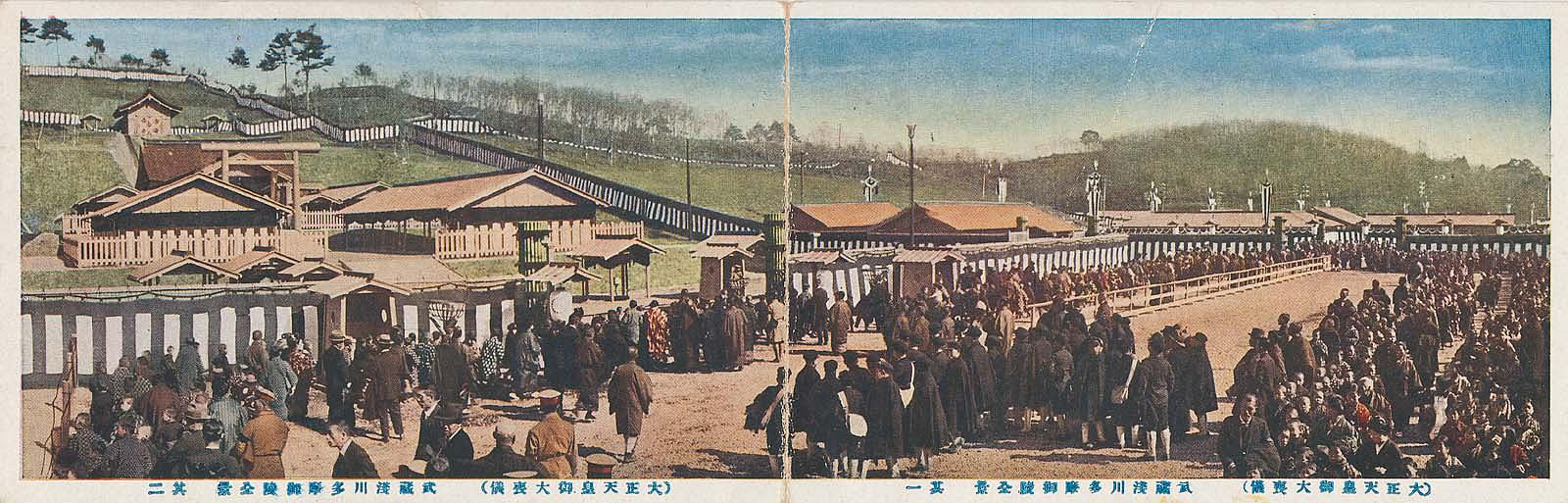
Funeral do Imperador Taisho em Tóquio

No início de Dezembro de 1926, foi anunciado que o imperador tinha pneumonia. Taisho morreu de um ataque cardíaco à 1h25 da madrugada de 25 de dezembro de 1926, no palácio imperial em Hayama, em Sagami sul da Baía de Tóquio (em Kanagawa).
Taisho foi chamado o primeiro imperador Tóquio, porque foi o primeiro a viver a sua vida inteira em ou perto do leste da capital. Taisho nasceu e foi criado em Quioto e mais tarde, por  ter vivido e morrido em Tóquio, foi enterrado na Prefeitura de Tóquio.

## Honras
- Commons
- Commons
- Wikisource

- Ordem da Jarreteira
- Ordem do Crisântemo
- Ordem do Elefante
- Ordem do Tosão de Ouro
- Ordem do Sol Nascente
- Ordem da Anunciação
- Ordem da Coroa Preciosa
- Ordem da Águia Branca
- Ordem de São Olavo
- Ordem de São Humberto
- Ordem da Águia Negra